# 臭化パラジウム(II)
臭化パラジウム(II)(しゅうかパラジウム、Palladium(II) bromide)は、パラジウムと臭素からなる無機化合物で、化学式はPdBr2である。塩化パラジウム(II)ほど一般的ではないが市販されており、パラジウム化学の出発点の1つとなっている。塩化物とは異なり、臭化パラジウム(II)は水に不溶であるが、アセトニトリル中で加熱することで溶解し、単量体アセトニトリル付加物を与える。
PdBr2 + 2 MeCN → PdBr2(MeCN)2
臭化パラジウム(II)の構造は、X線結晶構造解析により決定された。結晶はP21/c空間群に分類され、波打ったリボンと一端を共有したPdBr4錯体平面から構成される。